# Escrutini uninominal majoritari

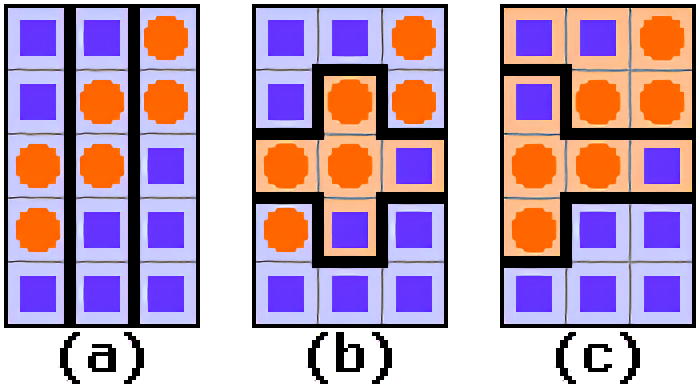
En aquest sistema, el mateix nombre de vots pot tenir un impacte molt diferent en el repartiment d'escons segons com es delimitin les circumscripcions.

L'escrutini uninominal majoritari (també conegut pel seu nom anglès, first-past-the-post) és un sistema electoral en què el territori es divideix en circumscripcions que elegeixen un sol diputat cadascuna i el candidat guanyador és el que obté més vots. El parlament es compon de tots els candidats elegits a les diferents circumscripcions. Es coneix igualment com a sistema de majoria relativa.
Aquest sistema, típic dels sistemes presidencialistes i estats amb el sistema de Westminster, ofereix l'avantatge de reforçar el vincle entre una circumscripció i el diputat que la representa, però fomenta el bipartidisme perquè els partidaris d'opcions minoritàries sovint es veuen obligats a decantar-se per un partit diferent del que realment prefereixen, simplement perquè aquest últim no té possibilitats de ser la llista més votada.
Com que l'escrutini uninominal majoritari no permet que diversos partits formin una coalició en una mateixa circumscripció tret que es presentin en una llista única, la fragmentació de vot té un impacte més significatiu que en altres sistemes. Per exemple, si hi ha una llista d'esquerres que obté el 35% dels vots i dues llistes de dretes que obtenen el 34% i el 31%, respectivament, serà la llista d'esquerres la que representi la circumscripció al Parlament, encara que el 65% dels votants hagi donat suport a una llista de dretes. Un exemple pràctic d'això és l'elecció parcial d'Eastleigh de 2013 (Regne Unit), en la qual la fragmentació de vot entre les llistes de dretes permeté que s'imposés el candidat centrista tot i aconseguir només el 32,06% dels vots.
L'escrutini uninominal majoritari produeix un percentatge molt elevat de vots perduts, és a dir, vots que no tenen cap mena d'impacte en el resultat final de l'elecció. Les particularitats matemàtiques del sistema fan que la proporció de vots perduts sempre superi el 50%, molt per sobre del percentatge que es dona en sistemes electorals de representació proporcional.
Aquest sistema dona una prima molt significativa a la concentració de vot. Encara que aconsegueixin un nombre similar de vots, els partits que tinguin una altra concentració geogràfica del seu vot trauran molts més escons que els partits que tinguin un suport geogràficament més uniforme. Per exemple, a les eleccions generals britàniques del 2010, el Partit de la Independència del Regne Unit aconseguí 0 escons amb 919.546 vots, mentre que el Partit Unionista Democràtic obtingué 8 escons amb 168.216 vots.
Finalment, l'escrutini uninominal majoritari pot distorsionar molt els resultats de les eleccions segons com es delimitin les circumscripcions electorals: a les eleccions a la Cambra dels Representants dels Estats Units del 2012, el Partit Demòcrata només s'endugué quatre dels tretze escons en joc a Carolina del Nord tot i guanyar el vot popular per majoria absoluta.

## Exemples
Exemple 1: el candidat més votat obté més del 50% dels vots. A l'exemple, les eleccions al Senat de 2011 a Eivissa-Formentera.
| Partit | Partit                              | Candidat                           | Vots   | %    | Electe |
| ------ | ----------------------------------- | ---------------------------------- | ------ | ---- | ------ |
|        | Partit Popular                      | José Sala Torres                   | 23.275 | 51,4 | 1      |
|        | Partit Socialista Obrer Espanyol    | Alberto Marí Planells              | 16.388 | 36,2 | 2      |
|        | Esquerra Unida de les Illes Balears | Miguel Alejandro Vericad Marcuello | 2.779  | 6,1  | 2      |
|        | Unió, Progrés i Democràcia          | Mariano Bonet Feo                  | 1.998  | 4,4  | 2      |
|        | Esquerra Republicana                | Josep Antoni Prats Serra           | 820    | 1,8  | 2      |
| Total  | Total                               | Total                              | 45.260 | 100  | –      |

Exemple 2: el candidat més votat no arriba al 50% dels vots. Tanmateix, com que és el candidat més votat, és elegit. A l'exemple, les eleccions generals de 1923 al districte de Vilafranca del Penedès.
| Partit | Partit                 | Candidat                   | Vots  | %    | Electe |
| ------ | ---------------------- | -------------------------- | ----- | ---- | ------ |
|        | Lliga Regionalista     | Enric Ràfols i Martí       | 3.527 | 43,2 | 1      |
|        | Partit Reformista      | Josep Zulueta i Gomis      | 2.829 | 34,7 | 2      |
|        | Nacionalista republicà | Joan Casanovas i Maristany | 1.774 | 21,7 | 2      |
| Total  | Total                  | Total                      | 8.158 | 100  | –      |